# Ještěd (station de sports d'hiver)
Pour l’article homonyme, voir Ještěd.
Ještěd est une petite station de sports d'hiver située en République tchèque, près de Liberec.

## Histoire
Plusieurs tremplins de saut à ski ont été aménagés sur les pentes du mont Ještěd et des monts voisins Crny Vrch (944 m) et Skalka (896 m). Il est possible de se rendre aux infrastructures touristiques en tramway directement depuis le centre-ville de Liberec. La station est rapide d'accès par autoroute depuis la capitale Prague, ce qui en fait une destination très prisée dans le pays.
Le domaine skiable est l'un des huit plus importants de République tchèque, et offre une dénivelé maximale relativement rare pour le pays (jusqu'à 360 mètres). Ses deux télésièges 4 places débrayables donnent accès à quelques pistes d'un niveau technique intéressant, tandis que les skieurs de niveau débutant disposent de pistes peu pentues sur le sous-domaine un peu excentré du Plané. Toutefois il est à signaler que le domaine situé à proximité des tremplins est fermé aux visiteurs lors des compétitions internationales de saut à ski. Il est aussi à noter que le téléphérique du Ještěd n'est pas inclus dans le prix du forfait et nécessite un supplément.
La station possède une piste de luge d'une longueur de 2,6 km.
Liberec est ville hôte des championnats du monde de ski nordique en 2009.